# Gymnasiale Oberstufe
Die gymnasiale Oberstufe (GOSt / GOS) im Bildungssystem Deutschlands umfasst die der Sekundarstufe II zugerechneten oberen Jahrgangsstufen des Gymnasiums, des beruflichen Gymnasiums (auch: Fachgymnasium) und der Gesamtschule und führt vom Mittleren Schulabschluss (MSA, auch Mittlere Reife, Realschulabschluss) zum Abitur (Allgemeine Hochschulreife). Auch der schulische Anteil zum Erwerb der Fachhochschulreife kann in ihr absolviert werden.
Andere Namen für die gymnasiale Oberstufe in Deutschland sind Kollegstufe (in Bayern), Studienstufe (in Hamburg), Mainzer Studienstufe (in Rheinland-Pfalz) oder waren nach der Reform vom 7. Juli 1972 durch die Kultusministerkonferenz zeitweise reformierte Oberstufe. Sie löste die gymnasiale Oberstufe der Saarbrücker Rahmenvereinbarung von 1960 ab. Die aktuelle Fassung auf KMK-Ebene stammt aus dem Jahr 2021, die Vereinbarung muss in jedem Land in Landesrecht durch eine eigene Verordnung umgesetzt werden.
In der verkürzten Form des Gymnasiums (G8) umfasst die gymnasiale Oberstufe die Jahrgangsstufen 10 bis 12, in der längeren Form (G9) die Jahrgangsstufen 11 bis 13.
Die Jahrgangsstufe 10 bzw. 11 wird nach der KMK-Vereinbarung als einjährige Einführungsphase (EF) angesehen, die noch größtenteils im Klassenverband stattfindet. Die Jahrgangsstufen 11 und 12 bzw. 12 und 13 sind die zweijährige Qualifikationsphase (Q1 bzw. Q2, auch: Qualifizierungsphase), die im Kurssystem organisiert wird und an deren Ende eine abschließende Prüfung in vier oder fünf Fächern liegt.
Genaue Beschreibungen befinden sich in Artikeln über das Abitur im jeweiligen Bundesland.

## Geschichte

### Entwicklung 1964–2006
In das von der Kultusministerkonferenz (KMK) 1964 verabschiedete Hamburger Abkommen wurde erstmals eine Bestimmung aufgenommen, die den Ländern „pädagogische Versuche, die von der […] vereinbarten Grundstruktur des Abkommens abweichen,“ ermöglichte. Infolgedessen wurden in vielen Ländern Schulversuche durchgeführt, die sich (unter anderem) mit Veränderungen an der strukturellen und inhaltlichen Gestaltung der Oberstufe beschäftigten. Ein prominentes Beispiel ist das an der Halepaghen-Schule in Buxtehude in den späten 1960er Jahren entwickelte Buxtehuder Modell, das wesentliche Impulse für das Kurswahlsystem der reformierten Oberstufe setzte.
Die historischen Gymnasialtypen – humanistisch oder neusprachlich oder naturwissenschaftlich – oder speziell für Mädchen (Puddingabitur) konstruierten Frauenoberschulen sollten dabei durch ein individuelles Curriculum ersetzt werden. Ziele waren dabei eine Entlastung der punktuellen Abiturprüfung, die allgemeine Verringerung der Stofffülle in der sich ständig erweiternden Wissenschaft durch Abwahlmöglichkeiten, die Individualisierung der Bildungsinhalte in einem Kurswahlsystem, eine exemplarische Wissenschaftspropädeutik in wenigen vertiefenden Fächern, die nicht den traditionellen Hauptfächern entsprechen müssen, sowie eine soziale Verantwortung menschlicher Handlungen. Mitgedacht war dabei an eine wachsende Zahl von Abiturienten auch aus bildungsferneren Elternhäusern („Aufstieg durch Bildung“).
Seit der schrittweise vorgenommenen Einführung ab 1972 hat die Kultusministerkonferenz das Kurssystem mehrfach geändert. Von Anfang an bestanden Unterschiede zwischen den Ländern. So wurden die Leistungskurse zunächst dreifach, später doppelt gewichtet in die Bewertung eingebracht. Mathematik und Deutsch konnten teilweise, Geschichte völlig abgewählt werden. In Nordrhein-Westfalen genügte zeitweilig eine Fremdsprache, und eine Prüfung in Religion konnte die Naturwissenschaft ersetzen. Die Reformen zielten auf eine Stärkung der breiten Grundbildung und verminderten die Abwahlmöglichkeiten. Kritik richtete sich zum Beispiel gegen die Beliebigkeit der Kurswahlen, die sich nur am besten Notenschnitt ausrichtete, gegen die fehlende Rücksicht auf Notwendigkeiten des späteren Studiums oder gegen den Verlust des Klassenverbandes als Sozialisationsinstanz.
So wurde 1995 in der „Weiterentwicklung der Prinzipien der gymnasialen Oberstufe und des Abiturs“ entschieden, die „für die Studierfähigkeit der Abiturienten vorrangigen Kompetenzen in Deutsch, Mathematik und Fremdsprache durch entsprechende Beleg- und Einbringungsverpflichtungen zu stärken“. Inzwischen liegen für diese Fächer verbindliche Bildungsstandards im Abitur vor. Mit der Husumer Vereinbarung der KMK 1999 wurde ein fünftes Prüfungsfach erlaubt, die Leistungskurse konnten unter fünf Wochenstunden liegen. Dies nutzten mehrere Länder (Baden-Württemberg, Sachsen-Anhalt), um ein Hauptfachsystem mit bis zu sechs Hauptfächern einzurichten, das die Wahlmöglichkeiten drastisch reduzierte.
Auf einen Trend zur Abkehr vom Kurssystem in einigen Bundesländern wies auch hin, dass seit der Oberstufenvereinbarung der KMK in der Fassung von 2006 nicht mehr der Begriff des „Kurses“ verwendet wird. Des Weiteren wurde der Hinweis gestrichen, dass die gymnasiale Oberstufe „eine den individuellen Neigungen und Befähigungen der [Schüler] entsprechende individuelle Schwerpunktsetzung“ ermöglichen solle. Neu ist der Bezug auf eine Berufsorientierung, womit anerkannt wird, dass nicht alle Abiturienten ein Studium als erste Perspektive haben.

### Gegenwärtige Reformdiskussion
Die gymnasiale Oberstufe steht weiter unter Kritik. Sie sei kompliziert und kostspielig, weil viele kleine Kurse zustande kommen, führe zu viel zu großer Spezialisierung in den Leistungskursen und Vorwegnahme von Universitätsstoff. Durch fehlende Grundbildung werde keine wirkliche allgemeine Studierfähigkeit hergestellt. Dies äußere sich in hohen Abbrecherquoten der Studenten und der wachsenden Notwendigkeit, Schulstoff im Grundstudium (Bachelor) nachzuholen.
In allen Ländern wird die gymnasiale Oberstufe gegenwärtig weiter reformiert. Sie hat sich inzwischen oftmals vom Modell der reformierten Oberstufe von 1972 weit entfernt und bringt immer mehr länderspezifische Besonderheiten hervor, die eine bundesweite Vergleichbarkeit zunehmend infrage stellen. Einige Länder haben sich für die Einführung einer Profiloberstufe entschieden. Der ehemalige Bildungsminister von Mecklenburg-Vorpommern Mathias Brodkorb hat eine Streitschrift zum unterschiedlichen Vorgehen vorgelegt. So sei das Abitur in Bremen fachlich am leichtesten, in Thüringen würden die besten Noten vergeben, in Bayern, Sachsen und Sachsen-Anhalt müsse der Prüfling am meisten leisten.
Von Anne Sliwka mit Blick auf die internationale Diskussion und der Robert-Bosch-Stiftung kommt eine andersgeartete Kritik: Auf die Herausforderungen des 21. Jahrhunderts habe die gymnasiale Oberstufe zu statisch reagiert, integriere zu wenig die Digitalisierung und die Notwendigkeit veränderter Kompetenzen (skills), die in der Fähigkeit zur Kollaboration und Kommunikation in heterogenen Gruppen, im interdisziplinären Planen und Arbeiten und in lebenslanger beruflicher Mobilität lägen. Dafür müssten die Fächergrenzen überwunden und die Wochenstunden flexibel genutzt werden. Die Ideen der GEW gehen etwa in die gleiche Richtung. Eine Zusammenfassung davon enthält die Anfang 2023 veröffentlichte Potsdamer Erklärung. Dagegen fordern der Philologenverband sowie verschiedene Hochschulverbände eher mehr fachlichen Wissensaufbau und Verschärfungen in den Anforderungen der Kernfächer, um die Studienvoraussetzungen zu verbessern.

## Phasen

### Einführungsphase
In der Einführungsphase (EF, Orientierungsstufe) vor dem Kurssystem kann noch im Klassenverband unterrichtet werden, besonders, wenn sie in der 10. Jahrgangsstufe liegt. Es kann auch eine Mischform aus Klassenunterricht und Kursen bestehen. Lediglich bestimmte Fächer können dann in Kursen gewählt werden; in einigen Bundesländern auch bereits Leistungskurse, um ihre Arbeitsweise kennenzulernen und unter Umständen noch einmal zu wechseln.

### Qualifikationsphase
Die Qualifikationsphase (Q1 bzw. Q2, auch: Qualifizierungsphase) wird ausschließlich im Kurssystem unterrichtet. An die Stelle der Klassen treten Kurse in den Fächern, die von allen Schülern der gleichen Jahrgangsstufe gewählt werden können. Die Schüler wählen nach bestimmten Vorgaben aus drei Aufgabenfeldern (sprachlich-künstlerisch, gesellschaftswissenschaftlich und mathematisch-naturwissenschaftlich) zwei (in manchen Bundesländern drei) Leistungskursfächer zu je vier oder fünf und etwa acht bis zehn Grundkursfächer zu je zwei, drei oder vier Wochenstunden. Für die Wahl gibt es Mindestverpflichtungen für Deutsch, Mathematik, Fremdsprachen und Naturwissenschaften. Auch Sportunterricht ist obligatorisch, daneben Religionsunterricht oder das Ersatzfach, sowie ein Jahr Geschichtsunterricht.
Kurse können demnach nicht beliebig gewählt oder abgewählt werden. Möglich ist aber eine Schwerpunktbildung nach den individuellen Interessen und Begabungen. Dies dient einer breiteren Ausschöpfung der vorhandenen Begabungsreserven, um eine höhere Qualifikation der Gesellschaft zu erreichen. Es besteht auch kein rechtlicher Zusammenhang zwischen der Wahl von Leistungskursen und den späteren Studienmöglichkeiten. Die erreichte Hochschulzugangsberechtigung ist allgemein. Von den erworbenen Kenntnissen her besteht ein solcher Zusammenhang durchaus: Ohne beispielsweise qualifizierte Mathematikleistungen lassen sich viele Studiengänge nicht erfolgreich durchlaufen.
Innerhalb der Qualifikationsphase findet keine Versetzung statt. Die Schüler gelangen automatisch nach dem 11. bzw. 12. Jahrgang in den 12. beziehungsweise 13. Jahrgang. Einige Schüler treten aber freiwillig zurück, falls aufgrund von zu vielen Defizit-/Unterkursen (Kursen mit weniger als fünf Punkten) oder Fehlkursen (Kursen mit null Punkten) die Zulassung zur Abiturprüfung gefährdet sein sollte. Die Qualifikationsphase wird in vier (Kurs‑)Halbjahre oder Semester eingeteilt, wobei die Klassenstufe 11 bzw. 12 in das erste und zweite Halbjahr und die Klassenstufe 12 bzw. 13 in das dritte und vierte Halbjahr eingeteilt werden.

## Grund- und Leistungskurse
Fachspezifische Einheitliche Prüfungsanforderungen in der Abiturprüfung geben gemeinsame Grundlagen für alle Länder vor. Sie werden teilweise durch die Bildungsstandards des IQB für die Abiturprüfung ersetzt.

### Grundkurse
Grundkurse (GK) vermitteln grundlegende wissenschaftliche Denk- und Arbeitsweisen und führen in grundlegende Sachverhalte und Problemkomplexe eines Faches ein. Sie werden in der Regel in der Woche zwei, drei oder vier Stunden unterrichtet. In manchen Ländern, zum Beispiel Niedersachsen, Hamburg oder Schleswig-Holstein, wurden die Begriffe Grund- und Leistungskurs abgeschafft. Grundkurse heißen jetzt Kurse mit/auf grundlegendem Anforderungsniveau (gA); Leistungskurse werden nun als Kurse mit/auf erhöhtem Anforderungsniveau (eA) bezeichnet.

### Leistungskurse
Leistungskurse (LK) fungieren in der Einführungsphase als bloße Orientierungsfächer, erst in der Qualifikationsphase als Leistungskurse mit erhöhten Anforderungen. Orientierungsfächer vermitteln erweiterte Kenntnisse und Einsichten in Inhalte, Theorien und Modelle der entsprechenden Bezugswissenschaft. Auf die Fähigkeiten im selbstständigen Umgang mit Arbeitsmitteln und -methoden sowie ihre Übertragung und Reflexion werden ein besonderer Schwerpunkt gesetzt. Leistungskurse werden in der Regel fünf Stunden in der Woche unterrichtet.
In manchen Bundesländern (s. o.) sind allerdings die Leistungskurse inzwischen nominell abgeschafft und durch Fächer mit erhöhten Anforderungen (Abkürzung in Niedersachsen: eN4), die vier Stunden in der Woche unterrichtet werden, ersetzt worden. Dafür werden jetzt drei statt zwei Fächer gewählt, die auf erhöhtem Niveau unterrichtet werden. Dies geht einher mit Modellen einer Profiloberstufe.

## Abiturprüfung und -note
Die Abiturprüfung wird in den Leistungskursen und zwei oder drei in einem begrenzten Rahmen wählbaren Grundkursen schriftlich oder mündlich absolviert. Dadurch muss man in den letzten Schuljahren deutliche Schwerpunkte setzen. Die Einzelbestimmungen unterscheiden sich je nach Land. Bis auf Rheinland-Pfalz führen alle Länder inzwischen ein zentrales Abitur durch oder haben es zumindest geplant.
In die Abiturnote fließen neben 22 Grundkurs-Halbjahresleistungen auch die acht Leistungskursnoten und die vier bis fünf Abiturprüfungsnoten ein. Die Durchschnittsnote hängt also von Leistungen ab, die im Zeitraum von zwei Jahren erbracht werden, und nicht nur von der Abschlussprüfung, die an ihr zu einem Drittel beteiligt ist.

### Leistungsbewertung
In der gymnasialen Oberstufe bilden die Grundlage für die Beurteilung der Schülerleistungen die Klausuren und sonstigen erbrachten Leistungen (Mitarbeit, Hausarbeiten und so weiter). Das bisherige Notensystem bis zur Mittelstufe mit den Schulnoten 1 bis 6 wird spätestens in der Qualifikationsphase durch ein Punktesystem (0 bis 15 Punkte) ersetzt, das den Noten von 1+ bis 6 entspricht und auf diese Weise detaillierte Zensuren ermöglicht. Die Punkte werden addiert und am Ende in die Durchschnittsnote umgesetzt. Der Sinn des Punktesystems liegt neben größerer Transparenz und Gerechtigkeit vor allem in der möglichen Verwendung der exakten Durchschnittsnote in Zulassungsverfahren der Hochschulen, um juristische Klagen abgewiesener Bewerber zu verhindern. Eine zu frühe Anwendung vor der gymnasialen Oberstufe ist dagegen unzulässig, da Zensuren bis zur 10. Jahrgangsstufe vor allem einen pädagogischen Sinn haben.
Die folgende Tabelle gilt in allen Bundesländern mit Ausnahme von einer minimalen Abweichung in Hessen:
| Punkte | Note in Worten       | Note (mit Tendenz) | Rohpunkte | Notendefinition | Bemerkung           |
| ------ | -------------------- | ------------------ | --------- | --- | ------------------- |
| 15     | sehr gut             | 1+                 | 95 %      | Die Leistungen entsprechen den Anforderungen in besonderem Maße. |                     |
| 14     | sehr gut             | 10                 | 90 %      | Die Leistungen entsprechen den Anforderungen in besonderem Maße. |                     |
| 13     | sehr gut             | 1−                 | 85 %      | Die Leistungen entsprechen den Anforderungen in besonderem Maße. |                     |
| 12     | gut                  | 2+                 | 80 %      | Die Leistungen entsprechen den Anforderungen voll. |                     |
| 11     | gut                  | 20                 | 75 %      | Die Leistungen entsprechen den Anforderungen voll. |                     |
| 10     | gut                  | 2−                 | 70 %      | Die Leistungen entsprechen den Anforderungen voll. |                     |
| 9      | befriedigend         | 3+                 | 65 %      | Die Leistungen entsprechen den Anforderungen im Allgemeinen. |                     |
| 8      | befriedigend         | 30                 | 60 %      | Die Leistungen entsprechen den Anforderungen im Allgemeinen. |                     |
| 7      | befriedigend         | 3−                 | 55 %      | Die Leistungen entsprechen den Anforderungen im Allgemeinen. |                     |
| 6      | ausreichend          | 4+                 | 50 %      | Die Leistungen weisen zwar Mängel auf, entsprechen aber im Ganzen noch den Anforderungen.                                                                                                |                     |
| 5      | ausreichend          | 40                 | 45 %      | Die Leistungen weisen zwar Mängel auf, entsprechen aber im Ganzen noch den Anforderungen.                                                                                                |                     |
| 4      | schwach ausreichend1 | 4−                 | 40 %      | Die Leistungen weisen Mängel auf und entsprechen den Anforderungen nur noch mit Einschränkungen.1                                                                                        | defizitärer Bereich |
| 3      | mangelhaft           | 5+                 | 33 %      | Die Leistungen entsprechen den Anforderungen nicht, lassen jedoch erkennen, dass die notwendigen Grundkenntnisse vorhanden sind und die Mängel in absehbarer Zeit behoben werden können. | defizitärer Bereich |
| 2      | mangelhaft           | 50                 | 27 %      | Die Leistungen entsprechen den Anforderungen nicht, lassen jedoch erkennen, dass die notwendigen Grundkenntnisse vorhanden sind und die Mängel in absehbarer Zeit behoben werden können. | defizitärer Bereich |
| 1      | mangelhaft           | 5−                 | 20 %      | Die Leistungen entsprechen den Anforderungen nicht, lassen jedoch erkennen, dass die notwendigen Grundkenntnisse vorhanden sind und die Mängel in absehbarer Zeit behoben werden können. | defizitärer Bereich |
| 0      | ungenügend           | 60                 | 0 %       | Die Leistungen entsprechen den Anforderungen nicht und selbst die Grundkenntnisse sind so lückenhaft, dass die Mängel in absehbarer Zeit nicht behoben werden können.                    | nicht belegt        |

1 = Entgegen der offiziellen Definition der Note „schwach ausreichend“ gilt ein Kurs mit dieser Benotung nicht als bestanden; die Leistungen entsprechen den Anforderungen nicht.

Quelle: 
Die Abiturprüfung ist bestanden, wenn mindestens die Durchschnittsnote 4,0 erreicht wird. Dazu werden in jedem Kurs fünf Punkte benötigt. Kursnoten unter fünf Punkten können durch mehr Notenpunkte in anderen Kursen ausgeglichen werden, doch je nach Land darf nur eine begrenzte Zahl an Unterkursen (Kurse mit einem bis zu vier Punkten) in die Gesamtqualifikation eingebracht werden. Je nach Land liegt die Höchstzahl bei vier bis sechs im Grundkursbereich sowie bei drei im Leistungskursbereich. Ein Kurs mit null Punkten („ungenügend“) gilt als „nicht belegt“ und kann nicht eingebracht werden. Dies kann bei verpflichtenden Grundkursen zu einem Nichtbestehen des Abiturs führen. In der Einführungsphase ist man bei zwei nicht belegten Kursen beziehungsweise mangelhaften Leistungen im Versetzungszeugnis gezwungen, die Klasse zu wiederholen. Das Abitur kann man nicht mit mehr als zwei Unterkursen im Leistungskursbereich oder sechs Unterkursen im Grundkursbereich aus den zwei Jahren der Kursphase bestehen. Weitere inoffizielle Bezeichnungen für einen Kurs mit null Punkten: Unterkurs, Fehlkurs, Defizit, Ausfall oder Minderleistung.
Die Punkte, die in den Kurshalbjahren gesammelt werden, werden zu der Gesamtqualifikation zusammengerechnet. Aus dieser Gesamtpunktzahl wird eine Durchschnittsnote errechnet. Per Konvention ist festgelegt, dass der Schnitt dabei nicht besser als 1,0 sein kann, auch wenn rechnerisch die 15 Punkte 0,66 entsprächen.
Für die Umrechnung in eine Durchschnittsnote werden die erreichten Punkte durch die Anzahl der Wertungen (schwankt von Land zu Land, siehe Abitur in Berlin!) dividiert. Beim Abitur sind dies bspw. 168 und beim Fachabitur 57. Um anschließend die Durchschnittsnote zu errechnen, geht man davon aus, dass eine glatte 1 der Note 1,0 entspricht, eine glatte 2 der Note 2,0 und so weiter. Eine 1+ entspricht dann einer 0,66. Um eine solche Note zu erzielen, zieht man die errechnete Durchschnittspunktzahl von 5,66 ab. Daraus ergibt sich folgende Formel:
{\displaystyle {\text{Note}}={\frac {17}{3}}-{\frac {\text{Punkte}}{168}}}
bzw. für das Fachabitur:
{\displaystyle {\text{Note}}={\frac {17}{3}}-{\frac {\text{Punkte}}{57}}}
Die Note wird nach der ersten Stelle nach dem Komma abgeschnitten. Es wird nicht gerundet. Die rechnerischen Notenwerte von 0,9 bis hinunter zu 0,6 entsprechen 1,0.

### Durchschnittsnote im Abitur
Die Durchschnittsnote im Abitur berechnet sich je nach der Einbringungsverpflichtung in den verschiedenen Ländern anhand von verschiedenen Formeln und Notenskalen. Dabei ist zu beachten, dass manche Länder von einer maximalen Punktzahl von 840, andere von 900 Punkten ausgehen. Entsprechend unterscheidet sich die minimale Punktzahl für das Bestehen mit 280 von 300 Punkten.
Tabelle Zuordnung der erreichten Gesamtpunktzahl (maximal 900) zu Endnoten
| Gesamtpunktzahl | Durchschnittsnote |
| --------------- | ----------------- |
| 900–823         | 1,0               |
| 822–805         | 1,1               |
| 804–787         | 1,2               |
| 786–769         | 1,3               |
| 768–751         | 1,4               |
| 750–733         | 1,5               |
| 732–715         | 1,6               |
| 714–697         | 1,7               |
| 696–679         | 1,8               |
| 678–661         | 1,9               |
| 660–643         | 2,0               |
| 642–625         | 2,1               |
| 624–607         | 2,2               |
| 606–589         | 2,3               |
| 588–571         | 2,4               |
| 570–553         | 2,5               |

| Gesamtpunktzahl | Durchschnittsnote |
| --------------- | ----------------- |
| 552–535         | 2,6               |
| 534–517         | 2,7               |
| 516–499         | 2,8               |
| 498–481         | 2,9               |
| 480–463         | 3,0               |
| 462–445         | 3,1               |
| 444–427         | 3,2               |
| 426–409         | 3,3               |
| 408–391         | 3,4               |
| 390–373         | 3,5               |
| 372–355         | 3,6               |
| 354–337         | 3,7               |
| 336–319         | 3,8               |
| 318–301         | 3,9               |
| 300             | 4,0               |
| < 300           | nicht bestanden   |

Formel zur Berechnung des Notendurchschnitts
{\displaystyle {\frac {17}{3}}-{\frac {({\text{Anzahl der erreichten Punkte}})}{3\cdot \left({\text{Anzahl der Fächer bzw. Wertungen}}\right)}}}
Beispiel
12 Punkte (2+) in Mathematik, 11 Punkte (2) in Deutsch, 10 Punkte (2−) in Englisch:
{\displaystyle {\frac {17}{3}}-{\frac {12+11+10}{3\cdot 3}}={\frac {17}{3}}-{\frac {33}{9}}=5{,}66-3{,}66=2{,}0}

## Die gymnasiale Oberstufe in anderen Ländern

### Österreich
In Österreich beginnt die AHS-Oberstufe (AHS: allgemeinbildende höhere Schule), die der deutschen gymnasialen Oberstufe entspricht, ab der 5. Klasse (9. Schulstufe). Im Allgemeinen wird ab der 9. Schulstufe eine weitere Fremdsprache – oft Latein, Französisch oder Italienisch, seltener Altgriechisch, Russisch, Spanisch oder eine Nachbarsprache – unterrichtet. Für die 6. Klasse (10. Schulstufe) müssen Wahlpflichtgegenstände festgelegt werden. Abhängig von schulautonomen Regelungen sind dies mindestens zwischen sechs und acht Wochenstunden zusätzlich, auf drei Jahre aufgeteilt. Dabei wird zwischen vertiefenden und erweiternden Wahlpflichtgegenständen unterschieden. Unter erweiternd werden alle Fächer verstanden, die ansonsten nicht unterrichtet werden, vor allem Sprachen, aber auch Informatik. Vertiefende Wahlpflichtgegenstände werden zusätzlich zum normalen Unterricht in diesem Fach unterrichtet und sind für die Matura von Bedeutung. Eine Maturaprüfung muss in einem vertiefenden Wahlpflichtgegenstand, fächerübergreifend (etwa Englisch und Geschichte), ergänzend (in Kombination mit einer Fremdsprache oder Informatik oder über ein einjähriges Wahlpflichtfach) oder über eine eigene Fachbereichsarbeit abgelegt werden.
Für die 7. Klasse (11. Schulstufe) ist zwischen Musikerziehung und bildnerischer Erziehung sowie darstellender Geometrie, dem naturwissenschaftlichen Zweig (verstärkter Unterricht in Biologie, Physik und Chemie) und einer eventuellen schulautonomen Alternative zu wählen. Darstellende Geometrie oder Physik und Biologie sind Schularbeitsfächer. Wie bei jedem Auswählen von alternativen Gegenständen müssen sich genügend Schüler für die Eröffnung eines Zweiges melden.

### Schweiz
In der Schweiz entspricht die deutsche gymnasiale Oberstufe ungefähr der zweiten Hälfte des (üblicherweise) vierjährigen Kurzzeitgymnasiums (9. bis 12. Schuljahr). Eine klare Abtrennung zwischen den zwei Hälften ist in vielen Schulen jedoch nicht ersichtlich, besonders bei Schulsystemen, in denen die Schüler bereits beim Eintritt in die 9. Klasse ein Schwerpunktfach wählen. Der Aufbau des Schweizer Bildungssystems variiert stark von Kanton zu Kanton.

### Liechtenstein
Das Liechtensteinische Gymnasium in Liechtenstein ist mit der deutschen gymnasialen Oberstufe gleichzusetzen. Sie umfasst vier Jahre (Klassen 9–12). Die Gesamtzahl der Stunden in der Oberstufe beträgt 140. Die Schüler werden pro Schuljahr in 35 Stunden in der Woche unterrichtet. Es werden fünf verschiedene Profile angeboten. Pro Profil gibt es mindestens zwei Profilfächer, von denen eines mit einer deutlich höheren Wochenstundenzahl unterrichtet wird. Der Unterricht setzt sich aus einer Reihe von Grundlagenfächern, die für alle Schüler gleich sind (im ersten und zweiten Jahr 29, im dritten und vierten Jahr 26 Wochenstunden), zusammen, nämlich aus mehreren Profilfächern abhängig vom gewählten Profil (sechs beziehungsweise fünf Wochenstunden) sowie aus Wahlpflichtkursen im dritten und vierten Jahr, die der Spezialisierung durch die Profile entgegenwirken soll (vier Wochenstunden). Für alle Schüler ist die Belegung mehrerer Grundlagenfächer Pflicht. Einige Fächer werden nur in einzelnen Klassenstufen unterrichtet.

### DDR
siehe Oberstufe in der DDR

## Besonderheiten in Baden-Württemberg
- Gleichwertige Feststellung von Schülerleistungen (GFS)
- Berufs- und Studienorientierung an Gymnasien (BOGY)